# Китайський синдром
Китайський синдром (англ. China Syndrome) — іронічне словосполучення, що спочатку позначало гіпотетичну важку аварію на атомній електростанції з проникненням ядерного палива в ґрунт. Ідея мала великий вплив на суспільство та інженерну думку, попри те, що в реальності жодної такої події не сталося. У процесі розвитку словосполучення набувало нових змістовних відтінків.